# ثقافة إسرائيل

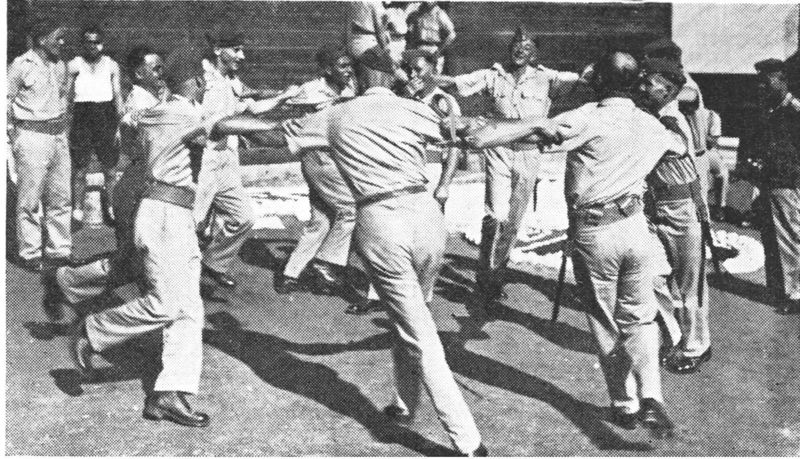

تعود جذور ثقافة إسرائيل إلى ما قبل احتلال فلسطين وإنشاء دولتهم في فلسطين التاريخية في عام 1948، وتمثل انعكاس لتاريخ اليهود في الشتات وفي الثقافة كما في العقيدة الفكرية للحركة الصهيونية التي تطورت في آواخر القرن التاسع عشر. كما تأثرت هذه الثقافة كثقافه الاكل ونسبها اليهم من عرب 48  او ما يعرفون بعرب إسرائيل والأقليات العرقية والدينية الأخرى مثل الدروز والشركس والأرمن وغيرهم. تشكل القدس وتل أبيب أكبر التكتلات أو المحاور الثقافية في البلاد. وصفت نيويورك تايمز مدينة تل أبيب بمدينة البحر المتوسط المليئة بالحياة، كما رتبها موقع لونلي بلانيت كأفضل مدينة حياة ليلية، جنباً لجنب مع إلى ما قالته ناشيونال جيوغرافيك عنها وهو أنها أحد أفضل العشر شواطئ في العالم. بأكثر من مئتي متحف، إسرائيل لديها أكبر معدل للمتاحف لكل فرد في العالم حيث تزار هذه المتاحف من الملايين كل عام.